# Тиесов, Суиншлик Амирхамзиевич
Суиншлик Амирхамзиевич Тиесов (каз. Сүйіншілік Әмірхамзаұлы Тиесов; 24 августа 1948; Атбасар, КазССР) — казахстанский промышленный деятель, инженер-электрик и организатор энергетики. Заслуженный энергетик СНГ и Республики Казахстан. Полный кавалер ордена «Барыс».
Автор ряда статей, публикаций, монографии «Становление рынка электрической энергии в Казахстане», кандидат технических наук (2002).

## Биография
Родился 24 августа 1946 года в Атбасаре.
В 1968 году окончил Казахский политехнический институт в специальность «инженер-электрик». Университет Кентукки, США «Программа управления политикой исполнительной функции в компании».
Трудовую деятельность начал в 1968 году инженером центральной диспетчерской службы РЭУ «Целинэнерго».
С 1969 по 1971 годы — Инженер, старший инженер отдела релейной защиты и автоматики НИИиПИ «Энергосетьпроект», г. Алматы;
С 1971 по 1984 годы — Старший инженер, начальник сектора, начальник службы оптимизации электрических режимов ОДУ Министерства энергетики и электрификации Казахской ССР, г. Алматы;
С 1984 по 1987 годы — Заместитель Генерального директора по электрическим сетям ПЭО «Целинэнерго», г. Целиноград;
С 1987 по 1995 годы — Главный инженер ПЭО «Гурьевэнерго», г. Гурьев, Генеральный директор ПЭО «Атырауэнерго» («Гурьевэнерго»), г. Атырау;
С 1997 по 1999 годы — Директор Департамента энергетики, индустрии и торговли РК, г. Алматы;
С 1999 по 2000 годы — Председатель Комитета по государственному энергетическому надзору РК, г. Астана;
С 2000 по 2001 годы — Вице-Президент ОАО «KEGOC», г. Алматы;
С 2001 по 2004 годы — Директор Акмолинского филиала ОАО «KEGOC», г. Астана;
С 2004 по 2016 годы — Председатель Правления АО «КОРЭМ» (Казахстанский оператор рынка электрической энергии и мощности);
С 2016 по 2018 годы — Член Совета директоров АО «KEGOC», Представитель интересов АО «Самрук-Қазына»; 
С 2021 по 2022 годы —  Председатель Совета директоров АО «KEGOC»;

## Награды
- Указом президента РК от 24 октября 2023 года награжден орденом «Барыс» 1 степени — за выдающиеся заслуги в развитии электроэнергетической отрасли Республики Казахстан.;[2]
- Орден «Барыс» 3 степени (2005);[3].
- Орден «Барыс» 2 степени 2 степени (2011) — за выдающийся вклад в развитие электроэнергетической отрасли Республики Казахстан.;[4]
- Звания: «Заслуженный энергетик СНГ»; «Заслуженный энергетик Республики Казахстана»;
- Медаль «Астана» (17 августа 1998 года);
- Медаль «10 лет независимости Республики Казахстан» (2001);
- Орден «Славы Казахстана» (2013);[5]
- Медаль «Ветеран труда» (Казахстан) (2016);
- Благодарственное письмо Президента Республики Казахстан с вручением золотого нагрудного знака «Алтын барыс» (2016);
- Почётный гражданин Атырауской области (2024);[6]